# Enrique Collar
Enrique Collar Monterrubio (San Juan de Aznalfarache, 2 novembre 1934) è un ex calciatore spagnolo, di ruolo attaccante. Campione d'Europa con la Nazionale spagnola nel 1964.
Anche i fratelli Antonio e José sono stati calciatori.

## Carriera

### Club
Dopo aver iniziato con Imperial CF e Peña Noria, firmò nel 1952 per l'Atlético de Madrid, anche se fu mandato nello stesso anno in prestito al Cadice, club di Tercera División.
L'anno successivo ritornò all'Atletico, con cui debuttò in massima divisione il 13 settembre 1953 nella partita persa contro l'Espanyol 1-3. Durante l'annata riuscì a trovare spazio in sole altre due occasioni e fu perciò girato in prestito al Murcia. Le undici partite giocate con i Pimentoneros convinsero il club madrileno a riprendersi il giovane calciatore.
Con l'Atletico militò in seguito per quindici stagioni consecutive vincendo un campionato e tre coppe del Generalissimo.
Terminò la carriera nel 1970 nel Valencia.

### Nazionale
Giocò 16 partite con la nazionale di calcio spagnola, in cui realizzò 4 reti. Debuttò il 19 giugno 1955 in Svizzera-Spagna 0-3. Nel 1964 vinse il Campionato europeo di calcio. Concluse la carriera nelle Furie rosse il 30 maggio 1963 in Spagna-Irlanda del Nord 1-1

## Palmarès

### Club

#### Competizioni nazionali
- Campionato spagnolo: 1

Atletico Madrid: 1965-1966
- Coppa di Spagna: 3

Atletico Madrid: 1960, 1961, 1965

#### Competizioni internazionali
- Coppa delle Coppe: 1

Atletico Madrid: 1961-1962

### Nazionale
- Campionato d'Europa: 1

Spagna 1964